# Estación de Almería
Estación de Almería vasútállomás Spanyolországban, Almería településen.

## Vasútvonalak
Az állomást az alábbi vasútvonalak érintik:
- Linares-Baeza-Almería-vasútvonal

## Kapcsolódó állomások
A vasútállomáshoz az alábbi állomások vannak a legközelebb:
- Huercal-Viator